# Leucochrysa zapotina
Leucochrysa zapotina är en insektsart som beskrevs av Navás 1913. Leucochrysa zapotina ingår i släktet Leucochrysa och familjen guldögonsländor. Inga underarter finns listade i Catalogue of Life.